# 貝爾科維察市鎮

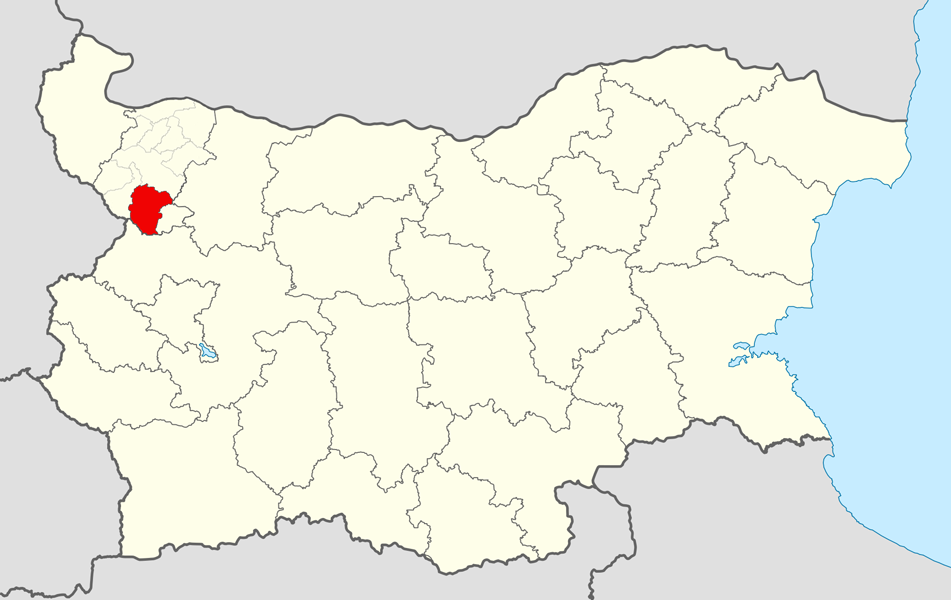

貝爾科維察市，是保加利亞的城鎮，位於該國西北部，由蒙塔納州負責管轄，首府設於貝爾科維察，面積470平方公里，2011年人口18,503，人口密度每平方公里39.4人。
43°15′N 23°8′E / 43.250°N 23.133°E